# 1 Coríntios 1
1 Coríntios 1 é o primeiro capítulo da Primeira Epístola aos Coríntios, de autoria do Apóstolo Paulo, no Novo Testamento da Bíblia.

## Estrutura
A Tradução Brasileira da Bíblia organiza este capítulo da seguinte maneira:
- 1 Coríntios 1:1-3 - Prefácio e saudação
- 1 Coríntios 1:4-9 - Ação de graças
- 1 Coríntios 1:10-17 - Exortação à união
- 1 Coríntios 1:18-25 - A mensagem da cruz
- 1 Coríntios 1:26-31 - Apelo aos fatos